# Avenida Isabel la Católica (Lima)
La avenida Isabel la Católica es una de las principales avenidas del distrito de La Victoria, en la ciudad de Lima, capital del Perú. Se extiende de oeste a este, a lo largo de 18 cuadras.

## Recorrido
Se inicia en el puente Isabel la Católica, que cruza la vía expresa Paseo de la República. En sus primeras cuadras, destacan la venta de artículos deportivos, además de locales de arreglo de carros y un transporte interprovincial. En la cuadra 8, está ubicado el Estadio Alejandro Villanueva, conocido coloquialmente como el Estadio de Matute y al frente el colegio Isabel la Católica.
Pasando la avenida Parinacochas, atraviesa el Emporio Comercial de Gamarra. Y tras el cruce con la avenida Aviación, se inicia su último tramo que culmina en la avenida San Pablo.